# Calamagrostis orizabae
Calamagrostis orizabae är en gräsart som först beskrevs av Eugène Pierre Nicolas Fournier, och fick sitt nu gällande namn av William James Beal. Calamagrostis orizabae ingår i släktet rör, och familjen gräs. Inga underarter finns listade i Catalogue of Life.